# ديفيد إتش. رودجرز
ديفيد إتش. رودجرز هو سياسي أمريكي، ولد في 10 أغسطس 1923 في نيو ألباني في الولايات المتحدة، وتوفي في 18 أبريل 2017 في سبوكين في الولايات المتحدة. نشط حزبياً في الحزب الجمهوري. وقد انتخب Mayor of Spokane, Washington ‏ (1967 – 1978).